# 13730 Willis
13730 Willis eller 1998 RE47 är en asteroid i huvudbältet som upptäcktes den 14 september 1998 av LINEAR i Socorro County, New Mexico.  Den är uppkallad efter Emily Kathleen Willis.
Asteroiden har en diameter på ungefär 3 kilometer och den tillhör asteroidgruppen Vesta.